# Pierre-André Boutang

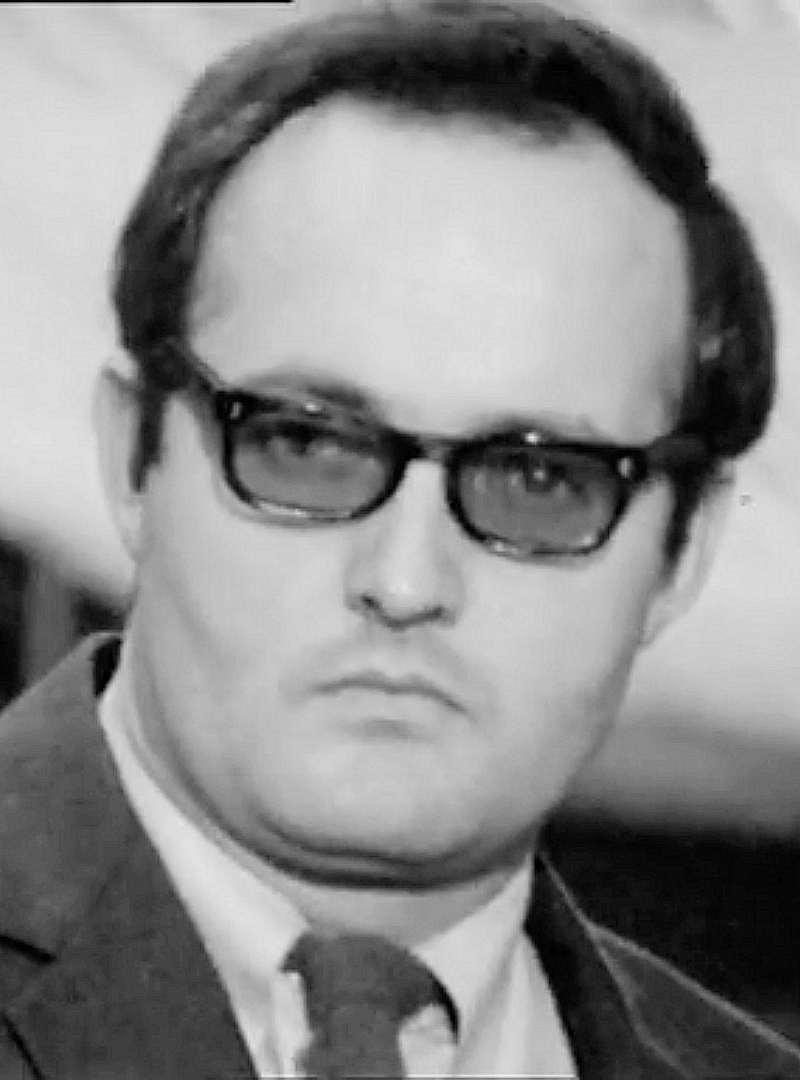
Pierre-André Boutang (1967)

Pierre-André Boutang (* 1937 in Paris; † 20. August 2008 bei Grosseto-Prugna) war ein französischer Filmemacher und Mitbegründer des französisch-deutschen Fernsehsenders ARTE.
Boutang schuf ab den 1960er Jahren Filme, darunter oftmals Porträts bedeutender Intellektueller und Künstler wie beispielsweise Pablo Picasso, Claude Lévi-Strauss und Serge Daney. Er war einer der Mitbegründer des Fernsehsenders ARTE und auf diesem der Sendung Metropolis, der er eine deutsch-französisch-interkulturelle Mittlerfunktion geben wollte. Im Jahr 2002 wurde er vom französischen Kulturministerium zum Komtur des Ordre des Arts et des Lettres ernannt.
Boutang starb im Alter von 71 Jahren bei einem Badeunfall im Urlaub vor Korsika.